# سنك تير

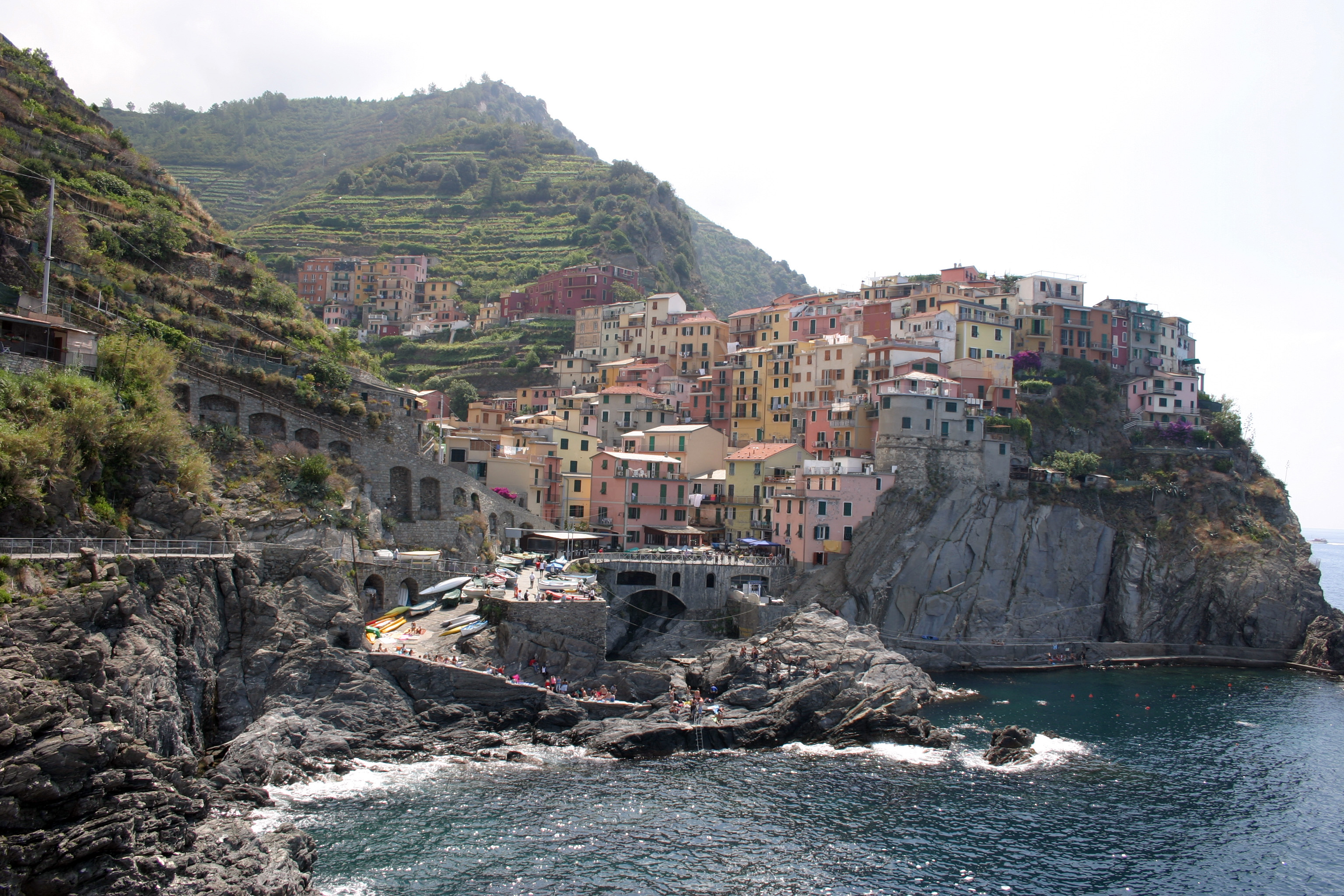
Manarola

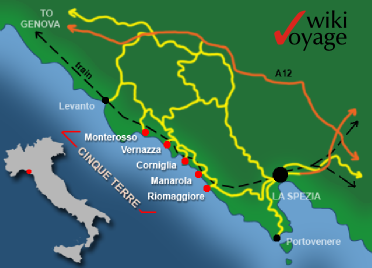
خريطة منطقة "سنك تير". السكة الحديد (أسود) يذهب إلى جنوة.

ساحل سنك تير أو تْشِينْكْوِي تِيرِّي (بالإيطالية: Cinque Terre) ومعناها "البلاد الخمس " هي منطقة معمورة ساحلية طولها نحو 12 كيلومتر على ساحل الرفييرا الإيطالية بين بونتا ميسكو و "بونتا دي مونتينيرة" في منطقة ليغوريا. تتراص الخمس بلاد من الشمال الغربي إلى الجنوب الشرقي وهي: مونتيروسو أل ماره، و"فيرنازا"، و"كورنيغليا" ومانارولا، وريوماغيوي" وينحدر أمامها ساحل البحر انحداراً شديداً.
يسكن في سنك تير نحو 7000 نسمة وهي منطقة منتزه وطني محمي بالقانون، حيث لا يسمح فيه للبناء أو تغير معالمه. أعلنت اليونسكو في عام 1997 أن سنك تير مع بورتو فينيره سويا من التراث العالمي وضمتهما إلى قائمة التراث العالمي.

## تاريخها

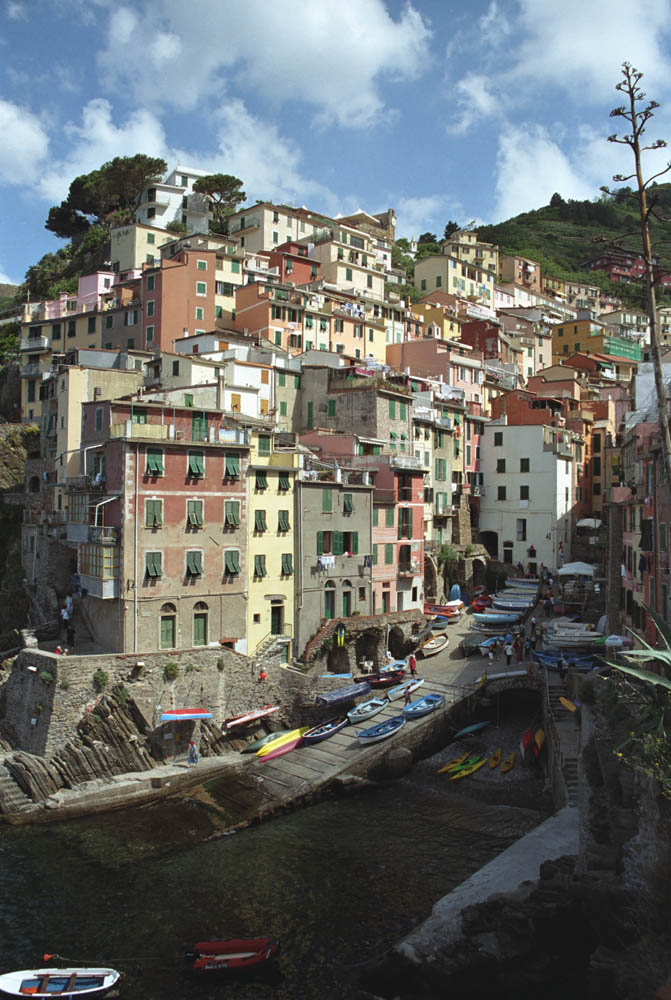
ريوماغيوري

اقدم ما كتب على المنطقة كان أحد معاصريها «كيسترو فيناكيو» من عام 1050 ومن كاتب آخر «مونتي روسو» عن تبادل خطابات وهدايا. وتغيرت تضاريس المكان في ذلك الوقت تغيرا كبيرا. فقد كانت تزرع مصاطب مطلة على البحر وبصفة خاصة زراعة العنب.
أما الآن فلا بد من الحفاظ على انحدار الساحل وتقويته بين الحين والآخر، بغرض منع انزلاق الأرض وضياعها في البحر. وكان سكان المنطقة يقومون بصيد السمك والتجارة ويعملون على التبادل التجاري بين الساحل ووسط إيطاليا.
في القرن 12 الميلادي شيدت "جمهورية جنوه " حصنا على بونتا سان بيترو في المنطقة الكبيرة القريبة من [[بورتو فينيره". وفي عام 1209 قامت جمهورية جنوه بالاستيلاء عل "فيرنازا" . وعاش سكان سنك تير في معظم تاريخهم تابعين لجمهورية جنوه.

## الاقتصاد والبنية التحتية

### الزراعة
تغطي غابات المناطق المرتفعة خلف المناطق العمرانية التي تقع على الساحل. كما تزرع تلك الأراضي بالعنب والموالح وأشجار الزيتون ، وهي تشكل مع صيد السمك مصدر رزق السكان منذ القديم. وقد عملت زراعة العنب على تشكيل الشكل المنحدر الحالي والمصاطب المائلة لزراعة الأعناب وما يحد تلك الأراضي من جدران حجرية، وكلها تعمل على الحفاظ على تلك التضاريس.

### المواصلات
بني في عام 1874 أو سكة حديدية بيزا - جنوه من جنوه إلى سبيزا وحصل كل بلد من الحمس بلاد محطة خاصة به. خارج تلك البلاد يمر القطار مي معظم مساره خلال أنفاق. ويعد خط السكك الحديدية بينهم أهم المواصلات كما يوصلهم بما يحيطهم من أرياف؛ وترتبط كل من «ريوماغيوري و» مانارولا «بالطريق السريع 370، ويسمى» ليتوريا ديلا سنك تير«. وكان من المفروض أصلا أن يوصل ذلك الطريق السريع بين بلاد المنطقة ومدينة لاسبيزا La Spezia وكذلك مع المركز السياحي المتمثل في»«سيستري ليفانتي» Sestri Levante ؛ ولكن بعد اعتراض السكان صرفت الحكومة النظر عن تنفيذ هذا المشروع. ويبقى الوصول إلى تلك البلاد المنعزلة عن طريق السكة الحديد أو بالسيارة التي تستغرق وقتا طويلا في الانتقال بينهم بسبب تعرج الطريق وانحداره الشديد.